# Eppillus
Eppillus était un roi des Atrébates, vassal des Romains. Il était le fils ou petit-fils de Commius, allié gaulois de Jules César qui fuit en Grande-Bretagne à la suite du soulèvement de Vercingétorix.
D'après des éléments numismatiques, après la mort de Commius vers 20, Eppillus semble avoir régné conjointement avec son frère, Tincomarus. Sa capitale était Noviomagus (actuellement Chichester) dans le sud du royaume. Il semble avoir chassé celui-ci et être donc devenu aussi souverain de Calleva Atrebatum un peu avant l'an 7.
Vers 15, il fut remplacé comme roi des Atrébates par son autre frère Verica.